# Zillertaler Tramplan
Der Zillertaler Tramplan (auch Mayrhofer Tanz bzw. Zillertaler Hochzeitsmarsch) ist eine aus der Tiroler Volksmusik stammende, ursprünglich nur mündlich überlieferte Geigenpolka mit einer schnell gespielten geradtaktigen Melodie. Vor dem Vergessen gerettet wurde er durch den Wiener Volkskundler und Musikwissenschafter Karl Horak. International bekannt wurde das Stück in den frühen 1990er Jahren durch die Interpretation der Zillertaler Schürzenjäger, die unter dem Titel „Zillertaler Hochzeitsmarsch“ ein großer Erfolg wurde. Seitdem gehört das Stück zum Repertoire zahlreicher Volksmusik- und Schlagerbands und wird auf fast allen Bierzeltfesten gespielt.

## Geschichte
Der genaue Ursprung dieses Instrumentalstücks ist unbekannt. Diese Form der Melodie ist jedoch unter dem Namen Tramplan seit dem späten 18. Jahrhundert bekannt und war im 19. Jahrhundert ein beliebter bürgerlicher Gesellschaftstanz. Das Wort Tramplan leitet sich von der französischen Bezeichnung „Polka tremblante“ ab, also eine meist von Geigen gespielte zittrige Polka, mit schnellem, stampfenden Rhythmus. Diese eigentlich städtische Mode strahlte im 19. Jahrhundert auch auf ländliche Regionen aus und wurde dort von den lokalen Musikanten in vielen verschiedenen Varianten abgewandelt.
Zu dieser Zeit war das Zillertal eine sehr verarmte Region. Der Silberbergbau des Mittelalters und der frühen Neuzeit war ob des nachlassenden Ertrags weitgehend eingestellt. Den späteren Tourismus als Einkommensquelle gab es noch nicht. So zogen viele Zillertaler als fliegende Händler, Handwerker und Hausierer durch die österreichischen Länder, Süddeutschland und Norditalien. Als frühe Form der Werbung und Türöffner hatten sie meist ihre Instrumente dabei und spielten populäre Melodien. Dabei übernahmen sie immer wieder musikalische Einflüsse aus den Gegenden, die sie zu Fuß bereisten. So ist heute nicht mehr nachvollziehbar, ob diese Melodie in Tirol entstanden ist oder ob sie von reisenden Tiroler Musikanten dorthin gebracht wurde.
Die erste handschriftliche Aufzeichnung des Stückes von Hans Wurm mit dem Titel „Tramplano der Hupfende – ha ha“ stammt aus dem Jahr 1902.
Eine spätere Aufzeichnung stammt von dem aus Wien stammenden Volksmusikforscher und Gymnasiallehrer Karl Horak (1908–1992), der im Jahr 1932 in Kufstein eine Anstellung fand und von da an begann, die Tiroler Volksmusik zu erforschen, aufzuzeichnen und zu publizieren. Als Gewährsperson, die dem bald landauf, landab als „Professor“ bekannten Horak diese Melodie übermittelte, gilt heute der aus Hart im Zillertal stammende Musikant Hans Wurm vulgo „Millacher“ (1876–1955). Von diesem existiert eine aus dem Jahr 1902 stammende schriftliche Aufzeichnung der Melodie. Im Jahr 1956 wurde von dem Lied auf Initiative von Horak eine Tonaufnahme gemacht. Dabei spielte das Streichquartett Aschenwald unter der Leitung von Johann Aschenwald vulgo „Schotter Hansl“ aus Mayrhofen im Zillertal das Stück ein. Als Dank bekam jeder Musiker ein Gulasch und ein Bier. Diese Aufnahme erreichte in der Folge bescheidene lokale Bekanntheit und wurde in diversen Volksmusiksendungen auf Radio Tirol gespielt. In den 1970er Jahren wurde das Stück erstmals im Fernsehen des Bayerischen Rundfunks gespielt von der unter dem Namen „Hausmusik Jägerklause“ bekannten Familie Höllwarth aus Stummerberg im Zillertal. Eine zweite Fernsehdarbietung erfolgte 1975 in der BR-Sendung „Musik aus den Bergen“. Das Stück blieb wenig bekannt und war nur eine unter vielen Volksmusikmelodien. Aus den frühen 1970er Jahren stammt jedoch auch das Kölner Karnevalslied „Loss mer jett nar Nippes jon, in Nippes kriegen mir Spaß“ von Rolf Dietmar Schuster, das in der Melodie auffällig dem Zillertaler Tramplan ähnelt. Ob der Komponist seine Inspiration dazu von einem Auftritt der Jägerklause-Hausmusik oder einem Urlaub in Tirol hatte, ist nicht mehr nachvollziehbar.
Größere Bekanntheit erlangte der Tramplan jedoch erst, als die Melodie Mitte der 1980er Jahre von den Zillertaler Schürzenjägern entdeckt und in ihr Repertoire aufgenommen wurde. Im Jahr 1987 spielte sie die in „Zillertaler Hochzeitsmarsch“ umbenannte Geigenpolka erstmals im Fernsehen, erst beim Musikantenstadl in Perg, im Herbst dieses Jahres dann beim Stadl aus der Münchner Olympiahalle. Zum ganz großen Hit wurde der Hochzeitsmarsch schließlich 1992, als er auf dem Album Zillertaler Schürzenjäger ’92 erschien. Von da an wurde die Melodie zum Bierzelthit im gesamten deutschsprachigen Raum und zu einem Fixpunkt im Programm der Schürzenjäger. Auf ihren Konzerten spielte diese die Melodie in verschiedenen Variationen, meist moderner interpretiert in Richtung Rock und Schlager.
Verfechter der traditionellen Volksmusik störten sich an der modernen Interpretation der Schürzenjäger und der zahlreichen Coverversionen anderer Bands.
Der FC Bayern München verwendete das Lied von 2006 bis 2009 als Torhymne.

## Videos
- Youtube: Mayrhofer Tanz - Streichquartett Aschenwald (1956)
- Youtube: Zillertaler Schürzenjäger - Zillertaler Hochzeitsmarsch (Live 1990)
- Youtube: Zillertaler Schürzenjäger - Zillertaler Hochzeitsmarsch (Live 1993)
- Youtube: Traditionelle Interpretation aus dem ORF „Fernseh-Frühschoppen“
- Youtube: Original Zillertaler Hochzeitsmarsch - Bruckerer Hochzeitsmusig - 1957